# Cervens
 Cervens  es una comuna y población de Francia, en la región de Auvernia-Ródano-Alpes, departamento de Alta Saboya, en el distrito de Thonon-les-Bains y cantón de Thonon-les-Bains-Ouest.
Su población en el censo de 1999 era de 729 habitantes.
Está integrada en la Communauté de communes des Collines du Léman .

## Demografía
| 377 | 376 | 409 | 410 | 593 | 729 |
| Para los censos de 1962 a 1999 la población legal corresponde a la población sin duplicidades (Fuente: INSEE [Consultar]) |     |     |     |     |     |